# Дубровин, Сергей Всеволодович
Сергей Всеволодович Дубровин (рум. Serghei Dubrovin; род. 4 января 1952, Бельцы, Молдавская ССР, СССР) — советский футболист, молдавский тренер.
В 1976 году выступал во второй лиге первенства СССР за команду «Сперанца» Дрокия. В 1977—1984 годах играл за кишинёвский «Нистру», в 1983 году провёл 21 матч в высшей лиге.

## Карьера тренера
В 1986 году занял со сборной Молдавии четвёртое место на IX летней Спартакиаде народов СССР, в 1989 году завоевал серебряные медали на Всесоюзных молодёжных играх. В 1992 году комратский «Буджак» под руководством Дубровина выиграл первый розыгрыш Кубка Молдавии и стал бронзовым призёром чемпионата.
До 1997 года Дубровин работал в «Тилигуле» Тирасполь, «Спуманте» Криково, «Униспорте» Кишинёв, тренировал национальную сборную Мальдив, один из клубов первого дивизиона Индонезии, молодёжную сборную Молдавии. В 1998 вернулся в «Тилигул».
Позже снова работал в Индонезии. С клубом «Пупук Калтим» стал серебряным призёром в 2000 году, с клубом «Петрокима Путра» — чемпионом в 2002 году, с клубом «Персия Джакарта» — бронзовым призёром в 2004 году.
В Молдавии в 2008 году был главным тренером ЦСКА-Рапида, в 2010 году — юношеской сборной Молдавии до 17 лет.
В 2011—2012 годах вновь работал в Индонезии — с клубами «Манадо Юнайтед» и «Персидафон». С 30 декабря 2012 года — главный тренер ФК «Зимбру».
С апреля 2018 года — ассистент главного тренера казахстанского клуба «Атырау» Андриана Сосновского.